# イノセンス・ミッション
イノセンス・ミッション(The Innocence Mission、ときによりthe innocence missionと表記される)は1986年にペンシルベニア州ランカスターで結成されたアメリカ合衆国のオルタナティブ・ロック、インディー・ロックのバンドである。バンドの現メンバーはカレン・ペリス(旧姓マッカーラ)、カレンの夫でギター奏者のドン・ペリスおよびマイク・ビッツ（ベース担当）の3人である。メンバー全員が作曲に貢献しているとはいえ、カレン・ペリスがイノセンス・ミッションの主要なソングライターを務めている。カレンはマルチ楽器奏者でもあり、アコーディオンやハモンド・オルガンなどの楽器も演奏している。2024年12月現在、合わせて13枚のスタジオ・アルバムをリリースしている。

## 来歴
初期
バンドメンバーは1980年、カトリック学校で『ゴッドスペル』が上演された際に出会った。レコード・レーベルと契約する前は、ペンシルベニア州（フィラデルフィア）、ワシントンDC、ニューヨークの広範囲にわたって至るところで演奏した。
1989年にA&Mレコードからバンド名を冠したデビュー・アルバムを、当時ジョニ・ミッチェルの夫だったラリー・クラインのプロデュースでリリースした。ミッチェルのロサンゼルスにあるスタジオで録音され、同アルバムは全米チャートに10週連続でランクインし、1990年に最高167位を記録した。クラインは続く1991年のアルバム『アンブレラ』もプロデュースした。
A&Mでの3枚目のアルバム『グロウ』(1995年)のプロデュースは、それまでにキャンパー・ヴァン・ベートーヴェンの2枚のレコードをプロデュースしたデニス・ヘリングが手掛けた。このアルバムはクラインのより過剰なプロデュース方式からの脱却となった。ヘリングのプロデュースはバンドのギター演奏およびカレンのボーカルと歌詞により重点を置いた。『グロウ』には映画『エンパイア レコード』と『モノクロームの夜』のサウンドトラックに収録された曲およびテレビドラマシリーズ『サンフランシスコの空の下』で使われた曲も含まれている。同アルバムの2曲目「ブライト・アズ・イエロー」はビルボードのモダン・ロック・トラックスで最高33位を記録した。バンドが『グロウ』に続くアルバムの録音を仕上げたあと、A&Mレコードはユニバーサルミュージックグループに買収された。バンドは同レーベルと互いに袂を分かつ決定をくだした。同レーベルが他の会社と合併してインタースコープ・ゲフィン・A&Mレコードとなる少し前のことであった。
1999年 - 現在
メジャーレーベル以後の録音はよりすっきりとしてわかりやすいサウンド、つまりサウンドを何層にも重ねることのない、よりまっすぐなポップ/フォーク・サウンドを獲得した。このようなサウンドは1999年のアルバム『バーズ・オブ・マイ・ネイバーフッド』から始まった。ドラマーのスティーヴ・ブラウンが脱退したあと、カレン・ペリス(ギター、ピアノ、パンプ・オルガン、アコーディオン、ヴォーカル)、ドン・ペリス(ギター、ドラムス、ヴォーカル)およびマイク・ビッツ(ウッド・ベース)は、管弦楽的な、そしてときには映画を思わせるフォーク・ポップ・サウンドを推し進めた。同アルバムに続いてEP「ザ・レイクス・オブ・カナダ」がリリースされた。同EPにはアイスランドの電子音楽バンド、ガス・ガスによる「スノウ」のリミックスが収録されている。イノセンス・ミッションにとって、これまでで唯一のリミックスである。
2000年リリースのEP『クライスト・イズ・マイ・ホープ』では、長年にわたってメンバーに霊感を与えてきたフォーク・ソングや讃美歌を取り上げ、自身のレーベル、LAMPから自主流通、販売した。同EPの売上の全収益は飢餓救援チャリティーに寄付された。翌年、アルバム1枚のみの独占契約を交わしたインディーズレーベル、What Are Records? から『スモール・プレーンズ』をリリースした。
合衆国ではバッドマン・レコードから、ヨーロッパではアジェンダからリリースした最初のアルバム『ビフレンディッド』(2003年)に続いて、翌年、スタンダード曲、伝承歌、クラシック曲を集めて、子守歌として演奏したアルバム『おやすみのうた(Now the Day Is Over)』がリリースされた。2004年8月の2週間にわたって録音されたこのアルバムには、イノセンス・ミッションの夙(つと)に有名なカバー、ヘンリー・マンシーニの「ムーン・リバー」が収録されている。バッドマン・レコードは2006年に当時廃盤になっていたアルバム『バーズ・オブ・マイ・ネイバーフッド』をリマスターかつ再発するライセンスを獲得した。同レーベルは2022年にアルバム『ナウ・ザ・デイ・イズ・オーバー』を新たなアートワークとともに再発した。
アルバム『ウィ・ウォークト・イン・ソング』は2007年にリリースされ、収録曲のうちには「ブラザーフッド・オブ・マン」があった。同曲は高い評価を得た2本の映画で使われた。1本はドキュメンタリー映画『The Human Experience』であり、もう1本はトニー・ヘイルおよびニコール・パーカー主演の短編映画『Weathered』である。同短編映画では楽曲「アワー・ハリー」の新録音もフィーチャーされた。また、このアルバムには「ハッピー・バースデー」およびエンディングに「オーバー・ザ・ムーン」も収録されている。どちらの曲もジュリア・ロバーツ出演作『しあわせの帰る場所』でフィーチャーされた。
2008年6月6日、「ブライト・アズ・イエロー」は飛行7日目のスペースシャトル・ミッションSTS-124の乗組員たちのNASA公式モーニング・コールとして流された。
EP『ストリート・マップ』を2008年12月にリリースし、自身のレーベル、LAMPから自主流通で販売する一方、8枚目のスタジオ・アルバム『マイ・ルーム・イン・ザ・トゥリーズ』が2010年6月13日にリリースされた。9枚目のスタジオ・アルバム『ハロー・アイ・フィール・ザ・セイム』は2015年10月17日にリリースされ、2018年にアルバム『サン・オン・ザ・スクエア』が続いた。アルバム『シー・ユー・トゥモロウ』が2020年1月17日にリリースされ、2022年10月24日には『ジェレイニアム・レイク』がリリースされた。次のスタジオ・アルバム『ミッドウィンター・スウィマーズ』(テレーズ・レコード/ベラ・ユニオン)は2024年11月29日にリリースされ、それにともなって2枚のシングル、「ジス・スレッド・イズ・ア・グリーン・ストリート」(2024年9月4日)および「ミッドウィンター・スウィマーズ」(2024年10月16日)が発売された。

## ソロ活動
カレン・ペリスは2012年12月3日にファースト・ソロ・アルバム『ヴァイオレット』をリリースした。10曲収録のこのアルバムでは主にピアノが使われ、6曲のインストゥルメンタル曲をフィーチャーしている。ドン・ペリスは2曲でギター奏者として共演しており、またペリス夫婦の2人の子供は別の2曲でヴァイオリンとヴィオラを演奏している。2013年5月15日にPヴァイン・レコードからリリースされた日本盤では、ボーナス・トラックとして「ファースト・デイズ・イン・ザ・シティ」および「ゲッティング・ヒア」の2曲が収録されている。カレンの2枚目のソロ・アルバム『ア・ソング・イズ・ウェイ・アバヴ・ザ・ローン』は2021年10月8日にリリースされた。
ドン・ペリスは4枚のソロ・アルバムを録音している: 『テン・シルヴァー・スライド・トロンボーンズ』(2001年)。ほぼインストゥルメンタルの『ゴー・ウェン・ザ・モーニング・シャイネス』(2006年)、同アルバムはでは楽曲「ノース・アトランティック・サンド」にカレン・ペリスがヴォーカルで参加しフィーチャーされている。インストゥルメンタル・ソロ・ギター・アルバム『ブライター・ヴィジョンズ・ビーム・アファー』(2007年)、同アルバムは地元のフードバンクのための資金集めを担った。4枚目のスタジオ・アルバム『ジ・オールド・センチュリー』は2013年5月7日にリリースされた。

## 評価
スフィアン・スティーヴンスはイノセンス・ミッションの音楽を感動的で奥深いと形容し、「カレン・ペリスの歌詞を著しく目覚ましいものとしている理由は、言葉の簡潔さ、感覚的な言葉遣い、具象名詞 - ありきたりな日常の品々がとてつもない意味を帯びる - が挙げられる」と付け加えた。

## ディスコグラフィー
- The Innocence Mission (1989年)
- Umbrella (1991年)
- Glow (1995年)
- Birds of My Neighborhood (1999年)
- Small Planes (2001年)
- Befriended (2003年)※
- Now the Day Is Over (2004年)※(邦題『おやすみのうた』)
- We Walked in Song (2007年)※
  - Street Map EP(2008年)※
- My Room in the Trees (2010年)※
- Hello I Feel the Same (2015年)※
- The Innocence Mission for Quiet Corner(2015年)※(日本のみのベスト盤)
- Sun on the Square (2018年)※
- See You Tomorrow (2020年)※
- Midwinter Swimmers (2024年)※

※印のアルバムは邦盤あり。すべてPヴァイン・レコードより発売。

## 映画およびTVドラマ
- 2018年 - 『君はONLY ONE』 - 曲: 「Tomorrow on the Runway」
- 2012年 - 『ウォールフラワー』 - 曲: 「Evensong」
- 2011年 - 『しあわせの帰る場所』 - 曲: 「Over the Moon」および「Happy Birthday」
- 2011年 - 『グレイズ・アナトミー 恋の解剖学』 - 曲: 「Rain (Setting out in the Leaf Boat)」
- 2011年 - 『Alive and Ticking』 - 曲: 「Tomorrow on the Runway」
- 2009年 - 「Weathered」 - 曲: 「Brotherhood of Man」および「Our Harry」
- 2008年 - 『The Human Experience』 - 曲: 「Brotherhood of Man」および「Moon River」
- 1996年 - 『モノクロームの夜』 - 曲: 「Keeping Awake」
- 1996年 - 『サンフランシスコの空の下』 - 曲: 「Everything's Different Now」
- 1995年 - 『エンパイア レコード』 - 曲: 「Bright as Yellow」
- 1990年 - 『ビバリーヒルズ高校白書』 - 曲: 「Clear to You」

## ゲスト参加
- 2021年 - Lost Horizons『In Quiet Moments』 - カレン・ペリス
- 2017年 - Lost Horizons『Ojalá』 - カレン・ペリス
- 2005年 - Denison Witmer『Are You a Dreamer?』 - ドン&カレン・ペリス、ドンによるプロデュースおよびエンジニアリング
- 1998年 - Natalie Merchant『Ophelia』 - ドン&カレン・ペリス
- 1991年 - ジョニ・ミッチェル『Night Ride Home』 - カレン・ペリス
- 1991年 - Peter Himmelman『From Strength to Strength』、「This Too Will Pass」 - カレン・ペリス
- 1990年 - John Hiatt『Stolen Moments』 - カレン・ペリス